# رئاسة مدراس
كانت رئاسة مدراس (بالإنجليزية: Madras Presidency)‏، أو رئاسة حصن سانت جورج والمعروف أيضاً بمقاطعة مدراس، إقليم إداري رئاسي تابع لشركة الهند البريطانية. وفي أوج نفوذها، شملت الرئاسة معظم جنوب الهند، بما في ذلك كل من ولايات تاميل نادو وأندرا برديش وأجزاء من أوديشا، و كيرلا، و كارناتاكا، وإقليم اتحاد لاكشديب. كانت مدينة مدراس هي العاصمة الشتوية للرئاسة بينما كانت أوتاكاموند أو أوتي هي العاصمة الصيفية. كانت جزيرة سيلون (سريلانكا) حالياً، جزءاً من رئاسة مدراس من 1793 إلى 1798 عندما تم إنشاء مستعمرة التاج.
في عام 1639، اشترت شركة الهند الشرقية الإنجليزية قرية مادراسباتنام وبعد عام واحد أنشئت وكالة حصن سانت جورج، سليفة رئاسة مدراس، على الرغم من أن مصانع الشركة في ماشيليباتنام و أرماغون كانت منذ أوائل 1600. تم ترقية الوكالة إلى رئاسة في 1652 قبل أن تعود مرة أخرى إلى وضعها السابق في 1655. وفي 1684، تم رفعه إلى الرئاسة، وتم تعيين إليهو يال رئيساً.و بموجب أحكام قانون الهند الشرقية لعام 1784، أصبحت مدراس واحدة من ثلاثة مقاطعات أنشأتها شركة الهند الشرقية في عام 1785.كانت السلطة القضائية والتشريعية والتنفيذية تقع على عاتق الحاكم والذي تتم مساعدته من قبل القنصل وقد جرت إصلاحات دستوية في كلّ من 1861 و1909 و1919 و1935. وأجريت انتخابات منتظمة في مدراس حتى اندلاع الحرب العالمية الثانية عام 1939. وبحلول عام 1908، كانت المقاطعة تضم اثنين وعشرين منطقة، كل منها تحت إدارة موظف إداري يُدعى جامع المناطق أو مُجمّع المناطق حيث أنه المسؤول عن إدارة المنطقة وتحصيل إيراداتها.
وبعد إصلاحات مونت-فورد عام 1919 التي أُقرّت لتأسيس الحكم الذاتي تدريجياً في الهند، كانت مدراس أول مقاطعة في الهند البريطانية ليُنفذ فيها نظام يُدعى نظام ديارشي، حيث يحكم حاكم المقاطعة جنباً إلى جنب مع رئيس الوزراء. في العقود الأولى من القرن العشرين، جاء العديد من المساهمين البارزين في حركة الإستقلال الهندية من مدراس. ومع استقلال الهند في 15 أغسطس عام 1947، أصبحت الرئاسة تُدعى مقاطعة مدراس. وقد أصبحت فيما بعد دولة مدراس، وهي حالة مؤقتة ضمن الاتحاد الهندي حتى تم تأسيس جمهورية الهند في 26 يناير عام 1950، وأعيد تنظيم المقاطعة في 1953 و1956.

## التاريخ

### التوسع

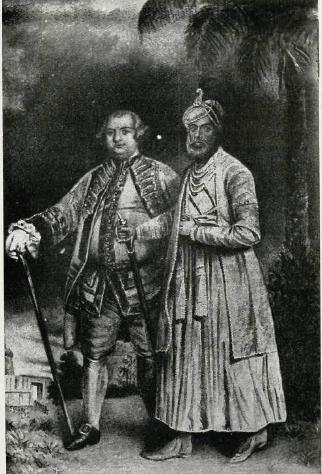
سترينجر لورانس الذي أنشأ جيش مدراس مع محمد علي خان والاجه، ناواب كارناتيك

في عام 1684 م، ترقى حصن سانت جورج مرة أخرى في مرتبة ليصبح رئاسة مدراس، وأصبح ويليام جيفورد أول رئيسٍ لها. وخلال هذه الفترة، توسعت هيئة الرئاسة بدرجة كبيرة وتوصلت إلى حد استمر إلى أوائل القرن التاسع عشر. خلال السنوات الأولى من رئاسة مدراس، تعرضت القوات الإنجليزية للهجوم مراراً وتكراراً من قبل المغول، الماراثاس والناواب من غولكوندا ومنطقة كارناتيك. في سبتمبر 1774، وبموجب قانون أحكام الهند الشرقية، أقرّه برلمان بريطانيا العظمى لتوحيد وتنظيم إدارة أراضي شركة الهند الشرقية، كان رئيس مدراس تابعاً للحاكم العام للهند ومقره في كلكتا.في سبتمبر 1746، تمت السيطرة على حصن سانت جورج من قبل الفرنسيين، والذي حكموا مدراس كجزء من الهند الفرنسية حتى 1749، حينما تم تسليم مدراس إلى البريطانيين بموجب أحكام معاهدة إيه لاشابيل من العام السابق.

### فترة شركة راج
من 1774 حتى 1858، كانت مدراس جزءاً من الهند البريطانية وحُكمت من قبل شركة الهند الشرقية البريطانية. وكان الربع الأخير من القرن الثامن عشر فترة من التوسع السريع للشركة. وقد أدت الحروب الناجحة ضد السلطان تيبو (1782-1799)، وفيلو ثامبي، وسيلون إلى إضافة مساحات شاسعة من الأراضي وساهمت في النمو الهائل للرئاسة. أضيفت سيلون كجزء من منطقة رئاسة مدراس بين 1793 و1798. نظام التحالفات الفرعية التي أُنشئت من قبل اللورد ريتشارد ويزلي الحاكم العام للهند خلال سنوات (1798-1805) قد جلبت العديد من الإمارات في المنطقة لحاكم حصن سانت جورج. كانت تلة غانجام وفيساكاباتنام آخر الأماكن التي ضمها البريطانيون.
شهدت الفترة أيضاً عدداً من التمردات بدءاً من تمرّد فيلور 1806.وكذلك فيلو ثامبي وبالياث أشان وحرب البوليغار تمرداً واضحاً ضد الحكم البريطاني، ولكن رئاسة مدراس ظلت هادئة نسبياً من التمردات حتى تمرد سيبوي عام 1857.
ضمت رئاسة مدراس مملكة ميسور في عام 1831 وذلك لإدعاءات سوء الإدارة وأُعيدت إلى تشاماراجا وديار (1881-1884)، حفيد وريث المومادي كريشناراجا وديار (1799-1868) في 1881. تم ضم ثانجافور في 1855، بعد وفاة شيفاجي الثاني (1832-1855) الذي لم يترك وريثاً ذكر.

### العصر الفيكتوري
انظر أيضاً: الراج البريطاني
في عام 1858، وبموجب أحكام إعلان الملكة الصادر عن الملكة فيكتوريا، كانت رئاسة مدراس، جنباً إلى جنب مع بقية الهند البريطانية، تحت الحكم المباشر للتاج البريطاني. خلال فترة الحاكم اللورد هاريس (1854-1859)، اتُخذت تدابير لتحسين التعليم وزيادة تمثيل الهنود في الإدارة. أُعطيت صلاحيات تشريعية لمجلس الحاكم بموجب قانون المجالس الهندية 1861. [28] وقد تم إصلاح المجلس وتوسيع نطاق صلاحياته بموجب قانون المجالس الهندية لعام 1892، وقانون المجالس الهندية 1909، وقانون حكومة الهند لعام 1919، وقانون حكومة الهند لعام 1935. ساداجوباشارلو (1861-1863) كان أول هندي يُعيّن في المجلس. وقد حظيت مهنة المحاماة بتقدير خاص من قبل مجموعة الهنود المتعلمين الناشئة حديثاً. في عام 1877، أصبح تي موثوسوامي أول قاضٍ في محكمة مدراس العليا على الرغم من المعارضة القوية من وسائل الإعلام الأنجلو-هندية. كما عمل رئيساً للمحكمة العليا في مدراس لبضعة أشهر في عام 1893، وبذلك أصبح أول هندي يشغل المنصب. في عام 1906، أصبح سانكاران ناير أول هندي يتم تعيينه بمنصب المحامي العام لرئاسة مدراس. وتم بناء عدد من الطرق والسكك الحديدية والسدود والقنوات خلال هذه الفترة.
وقعت مجاعة كبيرة في مدراس خلال هذه الفترة، المجاعة الكبرى حدثت خلال 1876-1878 والمجاعة الهندية 1896-1897. ونتيجة لذلك، انخفض عدد سكان الرئاسة للمرة الأولى من 31.2 مليون في 1871 إلى 30.8 مليون في 1881. تسببت هذه المجاعات والتحيز المزعوم التي أبدتها الحكومة في التعامل مع قضية شينغلبوت ريوتس ومحاكمة شغب سالم الاإستياء بين السكان.

### حركة استقلال الهند
ظهر شعور قوي بالصحوة الوطنية في رئاسة مدراس في النصف الأخير من القرن التاسع عشر. أول منظمة سياسية في المقاطعة كانت جمعية مدراس الأصلية، أسسها جازولو لاكشميناراسو شيتي في 26 فبراير عام 1852. ومع ذلك، فإن المنظمة لم تدم طويلا. وأعقب جمعية مدراس الأصلية من قبل المدراس ماهاجانا سابها الذي بدأ في 16 مايو 1884. ومن خلال 72 مندوباً شاركوا في الدورة الأولى للمؤتمر الوطني الهندي في بومباي في ديسمبر 1885، 22 منهم كانوا من رئاسة مدراس. وأما معظم المندوبين كانوا أعضاء في جمعية مدراس الأصلية التي تم حلّها.وقد عقدت الدورة الثالثة للمؤتمر الوطني الهندي في مدراس في ديسمبر 1887 وحقق نجاحاً كبيراً حضره 362 مندوباً من المحافظة. وعقدت دورات لاحقة للمؤتمر الوطني الهندي في مدراس في 1894، 1898، 1903، 1908، 1914 و1927.

### الديارشي (1920-1937)
تم إنشاء نظام ديارشي في رئاسة مدراس عام 1920 وفقاً لإصلاحات مونت-فورد مع أحكام أجريت للانتخابات في الرئاسة. وستتشارك الحكومات المنتخبة ديمقراطياً من الآن فصاعداً السلطة مع مؤسسة الحاكم والتي صُنفت بالمستبدة. بعد الانتخابات الأولى التي أجريت في نوفمبر 1920، تولى حزب العدالة، وهو منظمة أنشئت عام 1916 بهدف زيادة تمثيل غير البراهمة في الإدارة والسلطة. أصبح سوبارايالو ريديار أول رئيس وزراء لرئاسة مدراس لكنه استقال بعد فترة قصيرة بسبب تدهور صحته وحل محله رامارايانينغار، وزير الحكم الذاتي المحلي والصحة العامة، المعروف شعبياً باسم راجا باناغال. انقسم الحزب في أواخر عام 1923 عندما استقال سي-آر ريدي من العضوية التأسيسية وشكّل مجموعة منشقة تحالفت مع حزب سوراج المعارضة. واقترح بعدم الثقة بحكومة رامارايانينغار في 27 نوفمبر 1923،وظل رامارايانينغار في السلطة حتى نوفمبر 1926. وفي الانتخابات التالية عام 1926، خسر حزب العدالة. ومع ذلك، ونظراً لعدم تمكن أي طرف من الحصول على أغلبية واضحة، أنشأ الحاكم العام لمدراس اللورد غوشن، حكومة عبرت الأحزاب تحت قيادة سوبارايان ورشح أعضاءه الداعمين. في انتخابات عام 1930، استطاع حزب العدالة الفوز في الانتخابات، وأصبح مونوسوامي نايدو رئيساً للوزراء. وأدى استبعاد زمندار من الوزارة إلى انقسام حزب العدالة مرة أخرى. وخوفاً من اقتراح بحجب الثقة ضده، استقال مونوسوامي نايدو في نوفمبر 1932 وتم تعيين رجا بوبيلي رئيساً للوزراء بدلاً منه. وفقد حزب العدالة في نهاية المطاف انتخابات 1937 للمؤتمر الوطني الهندي، وأصبح تشاكرافارتي راجاجوبالاشاري رئيساً لوزراء مدراس.
خلال 1920 و1930، ظهرت حركة لمكافحة البراهمة في رئاسة مدراس. أطلقها راماسوامي نايكر، وقد كان غير راضٍ عن مبادئ وسياسات قيادة البراهمة،ومن ثم غادر الحزب لتشكيل حركة احترام الذات. انتقد البراهمة والهندوسية والخرافات في الصحف مثل فيدوثالاي والعدالة. وشارك أيضاً في حركة فايكوم ساتياغراها، التي شنت حملة من أجل السماح للمنبوذين في ترافانكور لدخول المعابد الهندوسية.

### الأيام الأخيرة من الحكم البريطاني

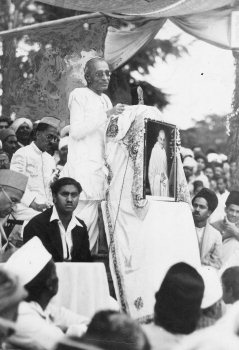
جاء المؤتمر الوطني الهندي إلى السلطة للمرة الأولى في عام 1937 مع تشاكرافارتي راجاجوبالاشاري (في الصورة خلال تجمع) كرئيس للوزراء

في عام 1937، انتخب المؤتمر الوطني الهندي لتولي السلطة في رئاسة مدراس للمرة الأولى. كان تشاكرافارتى راجاجوبالاشاري أول رئيس وزراء في الرئاسة يأتى من حزب المؤتمر. وقد نجح في سن قانون دخول المعبد، وقد حظر الضرائب المفروضة على المبيعات في رئاسة مدراس.حكمه يستذكر إلى حد كبير بسبب قرارٍ له بإلزام الهنود دخول المؤسسات التعليمية، وهو الإجراء الذي جعله لا يحظى بشعبية كبيرة كسياسي. وقد أثار على نطاقٍ واسع تحركات مناهضة لهذا الإجراء، مما أدى إلى العنف في بعض الأماكن. تم سجن أكثر من 1200 رجل وامرأة وطفل بسبب مشاركتهم في مثل هذه التهديدات المعادية. في حين توفي شخصين خلال الاحتجاجات.في عام 1940، استقال وزراء في الكونغرس احتجاجاً على إعلان حكومة الهند الحرب على ألمانيا دون موافقتهم . تولى حكم مدراس، السير آرثر هوب، وألغى القانون الذي لا يحظى بشعبية في نهاية المطاف في 21 فبراير 1940.
وقد تم اعتقال معظم قادة الكونغرس والوزراء السابقين في عام 1942، نتيجة لمشاركتهم في حركة إنهاء الهند لإنهاء الحكم البريطاني في الهند. في عام 1944، أعاد بيريار تسمية حزب العدالة على أنه درافيدار كازاجام وسحبه من الانتخابات السياسية. بعد نهاية الحرب العالمية الثانية، أعاد المؤتمر الوطني الهندي دخوله إلى السياسة، وفي غياب أي معارضة خطيرة فاز بسهولة في انتخابات عام 1946. ثم انتخب تانغوتوري براكاسام رئيساً للوزراء بدعم من كاماراج وعمل لمدة 11 شهراً. خلفه راماسوامي ريديار، الذي أصبح أول رئيس وزراء لدولة مدراس عندما حصلت الهند على الاستقلال في 15 أغسطس 1947.وأصبحت رئاسة مدراس ولاية من ولايات الهند المستقلة في 26 يناير عام 1950.